# 蔡共侯
蔡共侯（？—前760年），即姬興，為春秋諸侯國蔡國君主之一，他為蔡侯兒子，承襲蔡釐侯擔任該國君主，在位期間為前761年—前760年，共2年。